# سان سیتی

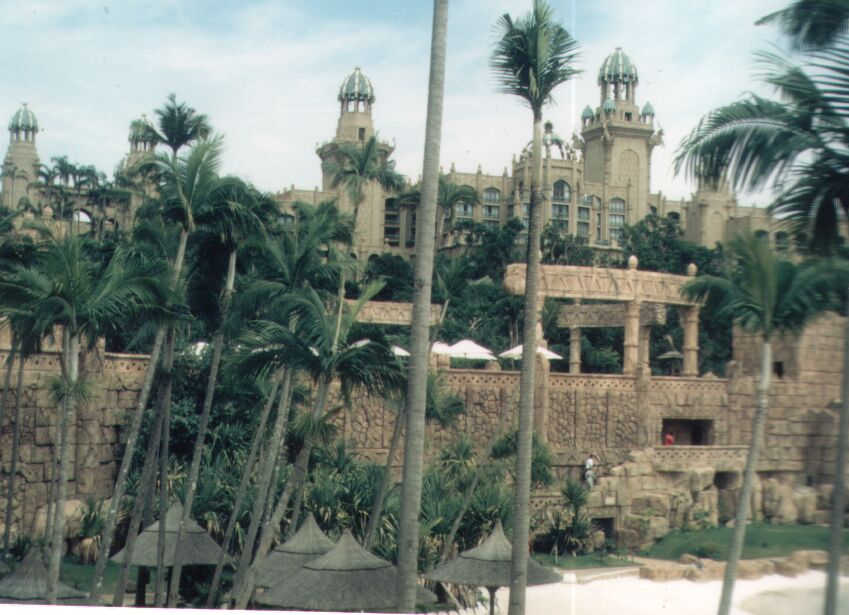
سان سیتی (آفریقای جنوبی)

سان سیتی (به انگلیسی: Sun city به معنای شهر آفتاب) شهری تفریحی در استان شمال غربی کشور آفریقای جنوبی است. این شهر در میان رود الاندس و کوه پیلانزبرگ و نیز در نزدیکی شهر راستنبرگ قرار دارد. سان سیتی حدود دو ساعت با ژوهانسبورگ فاصله دارد. این شهر دارای تعداد زیادی مراکز تفریحی و سرگرمی مانند کازینو، ‌پارک آبی، هتل و مرکز خرید می‌باشد . سان سیتی در مجاورت منطقه حفاظت‌شده پیلانزبرگ قرار دارد. همچنین این شهر به فرودگاه بین‌المللی پیلانسبرگ دسترسی دارد.